# Muslimer i Dialog
Muslimer i Dialog er en forening af danske muslimer, der blev stiftet i 2003 af en udbrydergruppe fra organisationen Minhaj ul Quran efter flere års uenigheder om dennes arbejdsformer og i protest mod manglende demokratisk indflydelse. De arbejder for bedre integration af muslimer i det danske samfund og bedre dialog, både mellem muslimer og øvrige danskere og internt blandt danske muslimer på tværs af køn, etnisk baggrund og generationer. "Muslimer i Dialog" har bl.a. deltaget i den offentlige debat om integration og islams rolle i Danmark ved en række lejligheder.
En af foreningens første talsmænd var økonomen og samfundsdebattøren Zubair Butt Hussain.
Fatih Alev har også været medlem af foreningen.

## Baggrund
Foreningen havde sin oprindelse blandt en stor gruppe unge danske muslimer, der i 2003 forlod den danske afdeling af organisationen Minhaj ul Quran i protest mod manglende demokratisk indflydelse. Bruddet skete efter uenigheder gennem flere år i organisationen, hvor de unge havde arbejdet for, at organisationen i højere grad tilpassede sig danske normer for organisationsarbejde og organisationskultur. De unge ønskede også, at organisationens møder og arrangementer skulle afvikles på dansk eller engelsk fremfor på forældregenerationens foretrukne sprog urdu. Efter et stormfuldt møde i september 2003 forlod i første omgang 135 danske unge organisationen, mange med ønske om at stifte en ny forening for at fortsætte arbejdet for en demokratisk funderet islam.

## Formål
Den nye forening blev stiftet med det formål at dække et stigende behov for en dansk udgave af islam og med danske aktiviteter. Foreningen ønskede både at skabe et fællesskab på tværs af køn og etniske grupper, at skabe dialog mellem de unge danske muslimer og førstegenerationsindvandrerne med mere traditionelle holdninger og at skabe bedre integration i forhold til det omgivende danske samfund. Selvom foreningen blev startet af unge med dansk-pakistansk baggrund, kom den i løbet af et par år til at omfatte tyrker, arabere og danske konvertitter, der savnede dansk undervisning i islam og dansksproget islamisk litteratur.
Foreningens generalsekretær Noman Malik fortalte i 2005, at foreningen ikke kun havde fokus på religion, men også forsøgte at gøre de unge mere bevidste om samfundet: "I 1990’erne handlede det meget om ’indvandrere’, og netop dét begreb blev brugt igen og igen i medierne som en gruppe af mennesker, der lavede en masse problemer. I dag er det ’muslimer’, der er i fokus som syndebukke, og derfor er det meget naturligt, at de unge også er begyndt at identificere sig sådan i stedet for primært som indvandrere." Desuden mente Malik, at manglende dansk sprog var en hæmsko og udtalte i den forbindelse, at en af deres niche er "at alt foregår på dansk. Faktisk er en af grundene til Hizb-ut-Tahrirs popularitet netop, at de taler dansk og henvender sig direkte til de unge. På dét punkt kan man lære af deres strategi. For de mange, der ønsker samtale på dansk og ikke tror på Hizb-ut-Tahrir har savnet et mere neutralt sted at samles. Det har de nu,"

## Organisation
Foreningen talte i 2013 mindst 1000 unge veluddannede nydanskere med muslimsk baggrund.
Foreningen har lagt vægt på også at kunne optræde i medierne og fra starten haft en tradition med at udpege talsmænd. En af foreningens første talsmand var økonomen og samfundsdebattøren Zubair Butt Hussain.
Foreningen har lokale afdelinger i Aarhus, København, Odense og Roskilde.

## Holdninger
Foreningen støttede etableringen af moskeen og foreningen Dansk Islamisk Center på Nørrebro i København i 2007, der som en af de første danske moskeer blev stiftet med det udgangspunkt, at moskeens sprog skulle være dansk for at fungere som et samlingssted for danske muslimer, der ikke behersker f.eks. tyrkisk, pakistansk eller arabisk som deres første sprog og for at opbygge en dansk muslimsk identitet som danske medborgere. I den anledning spillede Abdul Wahid Pedersen en vigtig rolle.
Foreningen har lejlighedsvis bidraget til den offentlige debat om islams rolle i Danmark og forskellige integrationsspørgsmål. Under valgkampen ved folketingsvalget i 2011 kom foreningen med en meget klar opfordring til danske muslimer om at stemme ved valget for at værne om demokratiet i Danmark og for at markere en modstand mod radikale grupperinger som Hizb ut-Tahrir, der efter foreningens mening repræsenterede et meget lille mindretal af muslimerne i Danmark.
I 2013 udtalte talsperson Nihad Hodzic til dagbladet Politiken i en debat om islam og homoseksualitet, at "Jeg ser ikke nogen modsætning mellem det at være muslim og det at være homoseksuel. Seksualitet er et forhold mellem én selv og Gud, og selvfølgelig kan man godt være muslim og homoseksuel.".

## Priser
I 2010 fik foreningen Bloddonorernes Hæderspris som følge af sit tætte samarbejde med GivBlod for at få flere danskere med anden etnisk baggrund end dansk til at melde sig som bloddonorer. Samarbejdet medførte, at GivBlod flere gange havde haft tappested i Muslimer i Dialogs lokaler på Nørrebro i København, hvor der blev tappet blod hos eksisterede donorer og budt velkommen til nye donorer.